# UA2

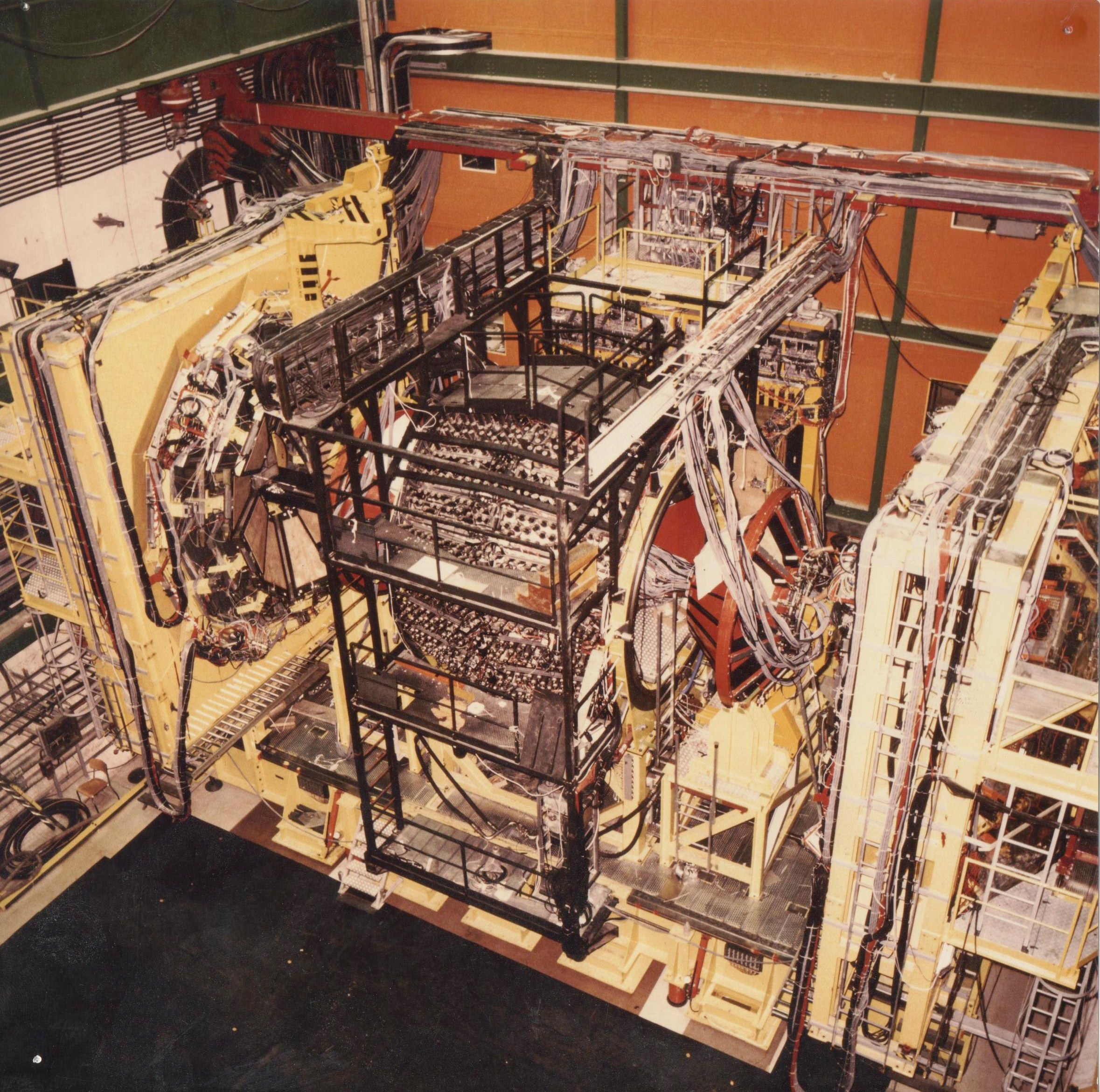
Il rivelatore UA2, al SPS nel 1982

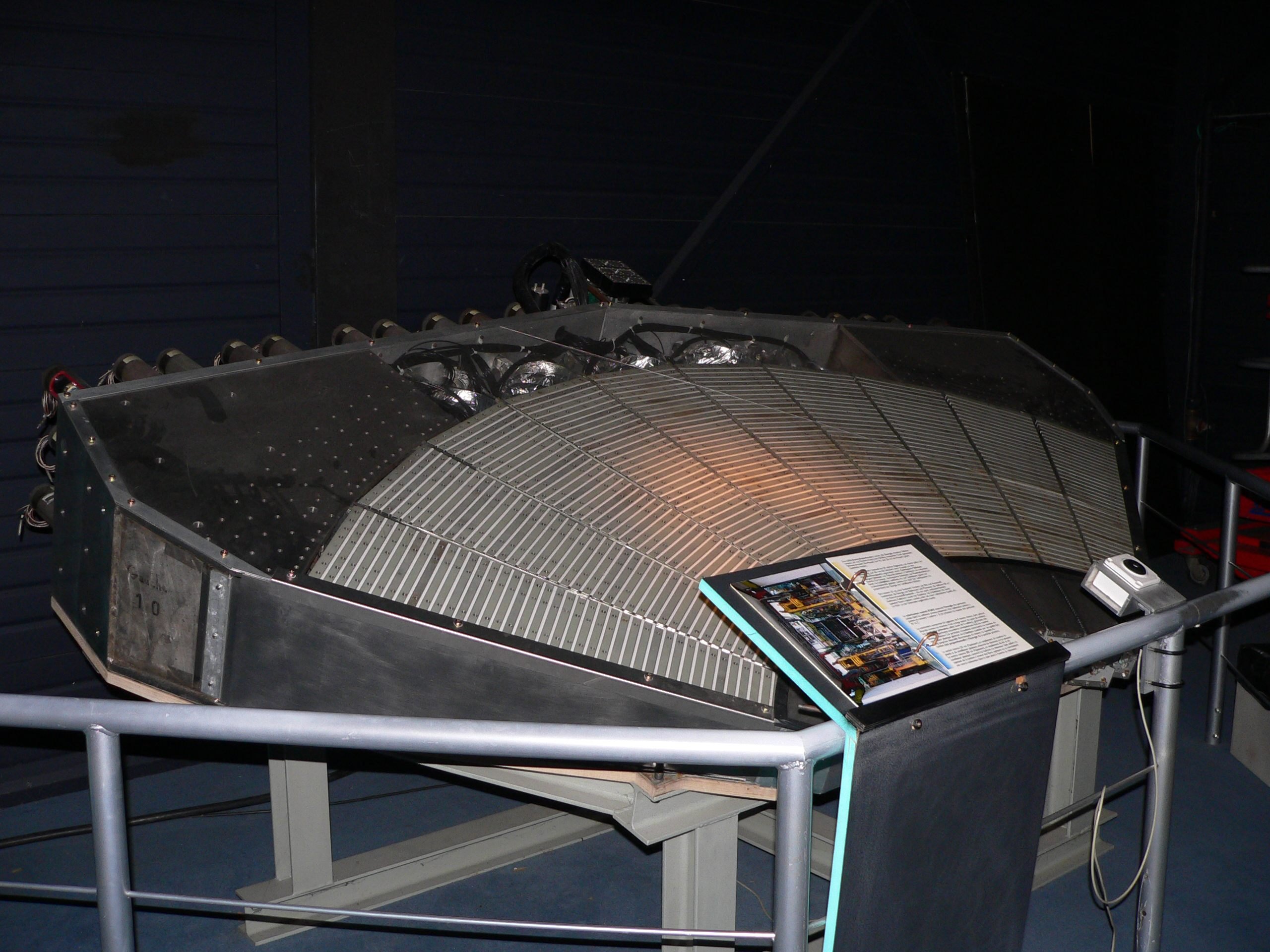
Uno spicchio del rivelatore UA2, esposto al Museo Microcosm del CERN

L'esperimento UA2 fu uno degli esperimenti di fisica delle particelle più importanti all'acceleratore Super Proton Synchrotron del CERN, insieme a UA1 portò alla scoperta dei bosoni W e Z nel 1983.
Il calorimetro centrale di UA2 misurava l'energia delle singole particelle create nelle collisioni protone-antiprotone. L'accuratezza della taratura ha permesso di risalire alle masse dei bosoni W e Z con una precisione di circa l'1%.
Il calorimetro era composto da 24 strati del peso di 4 tonnellate ciascuno, disposti a spicchio intorno al punto di collisione. Le particelle incidenti producevano sciami di particelle secondarie negli strati di materiale pesante. Gli sciami, attraversando gli strati di scintillatore plastico, generavano radiazione raccolta dalle guide di luce verso l'elettronica di raccolta dei dati. La quantità di luce generata era proporzionale all'energia della particella originale.

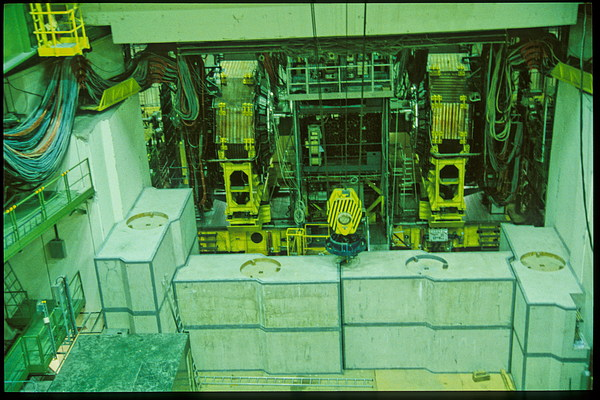
Il rivelatore UA2, viene posto nella sala sperimentale e vengono aggiunti blocchi di cemento per schermare la radiazione

I 23 cm interni in piombo e scintillatori plastici misuravano elettroni e fotoni, gli 80 cm esterni di ferro e scintillatori plastici misuravano gli adroni che interagivano forte. Il rivelatore è stato calibrato iniettando luce attraverso fibre ottiche o inserendo una sorgente radioattiva nel tubo sul bordo inferiore.